# Liga LGT 2007
La temporada 2007 de la Liga LGT es la quinta edición de la competición de traineras organizada por la Liga Noroeste de Traineras. Compitieron 13 equipos encuadrados en un único grupo. La temporada regular comenzó el 16 de junio en Chapela (Pontevedra) y terminó el 26 de agosto en San Xurxo (La Coruña). Posteriormente, se disputaron los play-off para el ascenso a la Liga ACT.

## Sistema de competición
La Liga LGT está compuesta por un único grupo que disputa un calendario de regatas durante la fase regular. Al finalizar dicho calendario y para decidir los ascensos y descensos entre la Liga ACT y la Liga LGT se disputan los siguientes play-off:
- Play-off previo de ascenso a Liga ACT: se disputan dos plazas para competir en el posterior play-off de ascenso a la Liga ACT entre los 2 primeros clasificados y los 2 primeros del Grupo 1 de la Liga ARC.
- Play-off de ascenso a Liga ACT: se disputa 2 plazas en la Liga ACT entre los 2 últimos clasificados de dicha competición y los 2 primeros de la eliminatoria previo.

## Calendario

### Temporada regular
Las siguientes regatas tuvieron lugar en 2007.
| Orden | Regata                                   | Fecha        | Hora  | Localidad            | Provincia  |
| ----- | ---------------------------------------- | ------------ | ----- | -------------------- | ---------- |
| 1     | XXI Bandera de Redondela                 | 16 de junio  | 17:00 | Chapela              | Pontevedra |
| 2     | III Bandera Concejo de Nigrán            | 30 de junio  | 17:00 | Nigrán               | Pontevedra |
| 3     | XX Bandera de Cangas                     | 1 de julio   | 11:30 | Cangas de Morrazo    | Pontevedra |
| 4     | IV Bandera Pereira Productos del Mar     | 7 de julio   | 17:00 | Moaña                | Pontevedra |
| 5     | II Bandera Concejo de Puebla             | 14 de julio  | 17:00 | Puebla del Caramiñal | La Coruña  |
| 6     | XXV Bandera Concejo de Moaña             | 15 de julio  | 12:00 | Meira                | Pontevedra |
| 7     | V Bandera Concejo de Poyo                | 21 de julio  | 18:00 | Poyo                 | Pontevedra |
| 8     | XXVI Bandera El Corte Inglés             | 22 de julio  | 12:00 | Vigo                 | Pontevedra |
| 9     | XXIV Bandera Príncipe de Asturias        | 28 de julio  | 16:00 | Castropol            | Asturias   |
| 10    | XVII Bandera Concejo de Oleiros          | 29 de julio  | 12:00 | Perillo              | La Coruña  |
| 11    | IX Clasificatoria Bandera Teresa Herrera | 4 de agosto  | 18:00 | La Coruña            | La Coruña  |
| 12    | XII Bandera Concejo de Pontevedra        | 18 de agosto | 18:00 | Pontevedra           | Pontevedra |
| 13    | XV Bandera Concejo de Vigo               | 19 de agosto | 12:00 | Vigo                 | Pontevedra |
| 14    | II Bandera Concejo de Muros              | 25 de agosto | 17:00 | Esteiro              | La Coruña  |
| 15    | IV Bandera Concejo de Ferrol             | 26 de agosto | 12:00 | Playa de San Xurxo   | La Coruña  |

### Play-off previo de ascenso a Liga ACT
| Orden | Regata | Fecha            | Hora  | Provincia |
| ----- | ------ | ---------------- | ----- | --------- |
| 1     | Górliz | 15 de septiembre | 16:30 | Vizcaya   |
| 2     | Bermeo | 16 de septiembre | 11:30 | Vizcaya   |

### Play-off de ascenso a Liga ACT
| Orden | Regata      | Fecha            | Hora  | Provincia |
| ----- | ----------- | ---------------- | ----- | --------- |
| 1     | Bilbao      | 22 de septiembre | 16:30 | Vizcaya   |
| 2     | Portugalete | 23 de septiembre | 12:00 | Vizcaya   |

## Traineras participantes
| Equipo       | Nombre de la Trainera     | Localidad            | Provincia  |
| ------------ | ------------------------- | -------------------- | ---------- |
| Esteirana    | Esteirana                 | Esteiro              | La Coruña  |
| Puebla       | Carmela                   | Puebla del Caramiñal | La Coruña  |
| Amegrove     | Pabliño                   | El Grove             | Pontevedra |
| Coruxo       | Fontaíña                  | Vigo                 | Pontevedra |
| Náutico Vigo | Real Club Náutico de Vigo | Vigo                 | Pontevedra |
| Samertolameu | A Terca                   | Meira                | Pontevedra |
| Tiran        | Pereira                   | Tirán                | Pontevedra |
| Chapela      | Arealonga                 | Redondela            | Pontevedra |
| As Xubias    | As Xubias                 | Las Jubias           | La Coruña  |
| Perillo      | Perillo                   | Perillo              | La Coruña  |
| A Cabana     | Albatros                  | La Cabana            | La Coruña  |
| Ares         | Santa Olalla de Lubre     | Ares                 | La Coruña  |
| Castropol    | Ría del Eo                | Castropol            | Asturias   |

Los clubes participantes están ordenados geográficamente, de oeste a este.

### Equipos por provincia
| Provincia  | N. | Equipos                                                      |
| ---------- | -- | ------------------------------------------------------------ |
| La Coruña  | 6  | A Cabana, Ares, As Xubias, Esteirana, Perillo, Puebla        |
| Pontevedra | 6  | Amegrove, Chapela, Coruxo, Náutico Vigo, Samertolameu, Tiran |
| Asturias   | 1  | Castropol                                                    |

### Ascensos y descensos
| Pos. | Club de Liga LGT 2006 no inscrito |
| ---- | --------------------------------- |
| 6.º  | Vila de Cangas                    |

     Descenso administrativo o desaparición.

## Clasificación

### Temporada regular
A continuación se recoge la clasificación en cada una de las regatas disputadas.
Los puntos se reparten entre los trece participantes en cada regata.
| Posición | 1.º | 2.º | 3.º | 4.º | 5.º | 6.º | 7.º | 8.º | 9.º | 10.º | 11.º | 12.º | 13.º |
| Puntos   | 13  | 12  | 11  | 10  | 9   | 8   | 7   | 6   | 5   | 4    | 3    | 2    | 1    |

| Pos. | Club         | Trainera                  | 1 RED | 2 NIG | 3 CAN | 4 PER | 5 PUE | 6 MOA | 7 POY | 8 ING | 9 PRI | 10 OLE | 11 HER | 12 PON | 13 VIG | 14 MUR | 15 FER | Puntos |
| ---- | ------------ | ------------------------- | ----- | ----- | ----- | ----- | ----- | ----- | ----- | ----- | ----- | ------ | ------ | ------ | ------ | ------ | ------ | ------ |
| 1    | Tiran        | Pereira                   | 1     | 1     | 1     | 1     | 1     | 1     | 2     | 6     | 1     | 1      | 1      | 2      | 1      | 1      | 1      | 180    |
| 2    | Samertolameu | A Terca                   | 2     | 3     | 3     | 2     | 2     | 2     | 1     | 1     | 4     | 2      | 2      | 1      | 2      | 4      | 2      | 167    |
| 3    | Náutico Vigo | Real Club Náutico de Vigo | 3     | 4     | 2     | 3     | 7     | 5     | 4     | 3     | 3     | 3      | 10     | 3      | 3      | 2      | 3      | 148    |
| 4    | Perillo      | Perillo                   | 4     | 2     | 4     | 4     | 3     | 3     | 3     | 5     | 2     | 7      | 5      | 6      | 4      | 5      | 7      | 139    |
| 5    | Chapela      | Arealonga                 | 5     | 7     | 5     | 5     | 4     | 4     | 5     | 2     | 5     | 8      | 3      | 4      | 5      | 3      | 6      | 133    |
| 6    | Amegrove     | Pabliño                   | 9     | 5     | 7     | 6     | 5     | 6     | 9     | 4     | 7     | 6      | 4      | 5      | 6      | 8      | 8      | 110    |
| 7    | Coruxo       | Fontaíña                  | 7     | 8     | 6     | 9     | 6     | 10    | 6     | 7     | 9     | 5      | 6      | 7      | 7      | 7      | 5      | 101    |
| 8    | Esteirana    | Esteirana                 | 6     | 6     | 8     | 7     | 10    | 7     | 8     | 11    | 6     | 4      | 8      | 8      | 8      | 6      | 10     | 94     |
| 9    | A Cabana     | Albatros                  | 10    | 9     | 11    | 8     | 11    | 9     | 7     | 8     | 11    | 11     | 7      | 9      | 9      | 10     | 4      | 73     |
| 10   | Puebla       | Carmela                   | 8     | 11    | 10    | 11    | 9     | 8     | 11    | 9     | 10    | 9      | 9      | 10     | 11     | 11     | 9      | 61     |
| 11   | Ares         | Santa Olalla de Lubre     | 12    | 10    | 9     | 10    | 8     | 11    | 10    | 10    | 12    | 10     | 11     | 11     | 10     | 9      | 11     | 54     |
| 12   | As Xubias    | As Xubias                 | 13    | 13    | 12    | 13    | 13    | 12    | 12    | 12    | 13    | 12     | 12     | 12     | 12     | 12     | 12     | 24     |
| 13   | Castropol    | Ría del Eo                | 11    | 12    | DNP   | 12    | 12    | DNP   | DNP   | DNP   | 8     | DNP    | DNP    | DNP    | DNP    | DNP    | DNP    | 13     |

| Color     | Resultado                        |
| --------- | -------------------------------- |
| Oro       | Ganador                          |
| Plata     | Segundo                          |
| Bronce    | Tercero                          |
| Verde     | Puntuó                           |
| Sin color | DNP - Inscrito pero no participó |

Figura tachado (XX) el descarte del peor resultado.

### Play-off previo de ascenso a Liga ACT
Los puntos se reparten entre los cuatro participantes en cada regata.
| Posición | 1.º | 2.º | 3.º | 4.º |
| Puntos   | 4   | 3   | 2   | 1   |

| Pos. | Club               | Trainera   | 1 BIL | 2 POR | Puntos |
| ---- | ------------------ | ---------- | ----- | ----- | ------ |
| 1    | Tirán-Pereira      | Pereira    | 1     | 2     | 7      |
| 2    | Getaria-Indaux     | Esperantza | 2     | 3     | 5      |
| 3    | Samertolameu       | Meira Mar  | 4     | 1     | 5      |
| 4    | San Juan-Iberdrola | San Juan   | 3     | 4     | 4      |

### Play-off de ascenso a Liga ACT
Los puntos se reparten entre los cuatro participantes en cada regata.
| Posición | 1.º | 2.º | 3.º | 4.º |
| Puntos   | 4   | 3   | 2   | 1   |

| Pos. | Club           | Trainera     | 1 BIL | 2 POR | Puntos |
| ---- | -------------- | ------------ | ----- | ----- | ------ |
| 1    | Tirán-Pereira  | Pereira      | 2     | 1     | 7      |
| 2    | Arkote         | Plentzitarra | 1     | 3     | 6      |
| 3    | Getaria-Indaux | Esperantza   | 3     | 2     | 5      |
| 4    | Mecos-Mondariz | Mequiña      | 4     | 4     | 2      |